# صناء
صِنَاء (الاسم العلمي: Peronospora)، جنس فطور مجهرية من الطلائعيات البيضية التي تعتبر مسببات أمراض نباتية للعديد من ثنائيات الفلقة. تنتج معظم الأنواع في هذه المجموعة مرض البياض الدقيقي، والذي يمكن أن يسبب أضرارًا جسيمة للعديد من المحاصيل المزروعة المختلفة، وكذلك للنباتات البرية ونباتات الزينة. هناك 19 جنسًا ينتج البياض الدقيقي، وقد تم وضع الصناء (Peronospora) جنبًا إلى جنب مع الصناء الكاذبة (Pseudoperonospora) في مجموعة البياض الدقيقي ذات الغبيرة الملونة. تشتمل الصناء على أنواع أكثر بكثير من أي جنس آخر من البياض الدقيقي. ومع ذلك، فقد نُقل العديد من أنواعه بعد إعادة تصنيفها إلى أجناس أخرى أو أجناس جديدة. ومن بين هذه الأنواع كان أشهر أنواعه، والتي كانت تُعرف سابقًا باسم Peronospora parasitica، والمعروفة الآن باسم صناء زجاجية متطفلة (Hyaloperonospora parasitica). من المحتمل أن تكون أنواع الصناء الأكثر أهمية هي Peronospora tabacina صناء التبغ. تسبب الصناء التبغ العفن الأزرق على نباتات التبغ ويمكن أن يقلل بشدة من إنتاج هذا المحصول المهم اقتصاديًا إلى درجة أنه صُنف كسلاح حيوي.